# Bitwa pod Stellau
Bitwa pod Stellau – starcie zbrojne, które miało miejsce w roku 1201 w trakcie walk niemiecko-duńskich o Szlezwik. Bitwa zakończyła się zwycięstwem wojsk duńskich Waldemara II i jego brata – króla Kanuta VI nad siłami niemieckimi Adolfa III, hrabiego Holsztyna.
W trakcie rządów królewskich Kanuta VI (1170–1202) dochodziło kilkakrotnie do sporów pomiędzy władcami duńskimi a hrabstwem Schauenburg-Holstein. W latach 1197–1198 po powrocie hrabiego Adolfa III z trzeciej krucjaty doszło do zatargu o Rugię, a dwa lata później (1200) powodem sporu stały się Reinoldsburg i Dithmarschen. W roku 1201 pod Stellau doszło do decydującej bitwy pomiędzy zwaśnionymi władcami, zakończonej zwycięstwem Duńczyków.
Po bitwie Adolf III powrócił do Hamburga. Tam został jednak oblężony przez wojska Waldemara II i pojmany. W 1203 w zamian za swoje uwolnienie zrzekł się hrabstwa Holsztynu, po czym powrócił do swojego rodzinnego hrabstwa Schauenburg.
Zwycięski Waldemar II uzyskał po bitwie przydomek zwycięski, a po śmierci swojego brata Knuta objął tron duński (1202–1227).
W następnych latach dopiero hrabia Adolf IV von Schauenburg-Holstein w wyniku bitwy pod Bornhöved (1227), zdołał złamać duńską politykę ekspansji i odbić utracone tereny.